# 나탈리아 카스퍼스키
나탈리아 이바노브나 카스퍼스카야(러시아어: Наталья Ивановна Касперская, 1966년 2월 5일 ~)(서방에서는 남성형인 Kaspersky를 성으로 사용함)는 러시아 IT 기업가, 인포워치 그룹 회장, 안티바이러스 보안 소프트웨어 기업인 카스퍼스키 랩의 공동 창업자이자 전 CEO이다. 그녀는 러시아에서 가장 부유한 여성 중의 한명이며 러시아 IT 산업에서 가장 영향력 있는 인물 중 한 명이다.

## 전기

### 초기
나탈리아 카스퍼스카야(Natalya Kasperskaya, 결혼 전 성은 Stutser)는 1966년 2월 5일 모스크바에서 엔지니어이자 소련 국방 연구소 직원인 가족에서 태어났다.
나탈리아는 학교 피오네르 평의회 회원으로 선출되었고 나중에는 지역 개척자 본부의 회원이 되었으며 콤소몰 회원이자 조직가이기도 했다. 그녀의 주요 교육과 함께 나탈리아는 어린이 및 청소년 스포츠 학교에서 농구를 했으며 수의사가 될 것을 진지하게 생각했으나 화학 공부가 어려워 꿈을 포기하였다.
교육 8년 차에 나탈리아는 일반 중등 학교에서 모스크바 항공 연구소에서 운영하는 물리-수학 학교로 전학하였다.

### 교육
이 학교 졸업 후 나탈리아는 로모노소프 모스크바 국립대학교 입학 시험을 보았지만 0.5점을 차이로 불합격하여 등록하지 못하였다. 그러나 그녀의 성적은 모스크바 전자기계 제작 연구원 (Moscow Institute of Electronic Machine Building, MIEM)에 입학할 수 있을 만큼 충분히 좋았다. 여기서 응용 수학을 공부했으며(1984-1989), 학위 주제는 원자로 냉각 시스템의 수학적 모델이었다. 나중에 그녀는 영국의 오픈 대학교에서 학사 학위를 받았다. MIEM에서 공부하는 동안 그녀는 첫 남편 유진 카스퍼스키를 만나 1986년에 결혼했다.

### 직업
연구소를 졸업한 후 나탈리아는 모스크바의 중앙 과학 건설국에 배치되어 출산 휴가를 가기 전에 연구 과학자로 반년 동안 일했다. 나탈리아는 1994년 1월, 50달러 월급을 받는 컴퓨터 액세서리 및 소프트웨어 회사의 영업 사원으로 일하면서 28세의 나이에 IT 분야에서 경력을 쌓기 시작했다. 그 일은 소련 시대에 KGB 고급 학교에서 나탈리아의 전남편 유진 카스퍼스키의 전 교수가 만든 KAMI 정보 기술 센터에 새로 문을 연 매장에서 시작되었다. 그녀는 검색 기록, 지리적 위치, 연락처, 서신, 사진 및 비디오 자료와 같은 모든 개인 데이터가 국가에 속해야 한다고 믿는다.

#### 카스퍼스키 랩
1994년 9월 나탈리아는 1991년부터 유진 카스퍼스키의 팀에서 개발 중인 안티바이러스 툴킷 프로 (AVP)의 배포 부서의 책임자가 되었다. 2~3년에 걸쳐 나탈리아는 유통 채널과 기술 지원 네트워크를 성공적으로 구축하고 국제 시장에 진출하여 1994년 초기 월 $100-200에서 1년 후 $130,000 이상, 1996년에는 $600,000 이상으로 빠르게 성장했다. 1997년 100만 달러 이상의 수익 은 카스퍼스키 랩의 미래 설립자가 자신의 사업을 시작하기로 결정한 1997년까지 팀과 모회사 간에 분배되었다.
나탈리아는 1997년 6월에 카스퍼스키 랩 재단을 출범시켰고, 새 회사의 이름을 짓는 데 핵심 역할을 했으며, 10년 이상 CEO로 일했다. '카스퍼스키 랩'의 주식은 처음에 유진 카스퍼스키(50%), 그의 두 팀 동료 프로그래머 알렉세이 드몬데릭 및 바딤 보그다노프(각각 20%), 나탈리아 카스퍼스카야(10%) 간에 분할되었다. 1997년 카스퍼스키 랩 매출은 매년 두 배로 증가하기 시작하여 2001년에는 약 700만 달러, 2006년에는 6700만 달러를 넘어섰다.
2007년 8월, 나탈리아는 이혼과 두 사람 간의 심화되는 이념적 갈등으로 유진 카스퍼스키에 의해 핵심 경영 역할에서 해임되고 정지되었다. 결국 나탈리아는 새롭게 설립된 '카스퍼스키 랩'의 이사회 의장으로 남아있기로 합의하였으며, 2011년에 이전에 가족 중심으로 운영되던 비즈니스와의 모든 연관성을 끊었다. 카스퍼스키 랩은 2007년과 2011년에 나탈리아의 지분(2007년에는 약 30%의 지분)을 매입하여 회사에서 나탈리아와의 관계를 완전히 끊었다.

나탈리아의 감독 하에 카스퍼스키 랩은 전 세계 지역 사무소 네트워크를 갖춘 선도적인 바이러스 백신 회사로 변모했다. 2007년 회사 권력이 바뀌는 순간 연간 판매 수익은 1억 2,600만 달러에 달했으며, 나탈리아가 남은 지분을 매각하고 회사를 떠난 2011년까지 회사의 예상 자본화는 13억 달러 이상, 연간 수익은 7억 달러였다. 경영진 교체 후 회사의 성장률은 눈에 띄게 떨어져서, 글로벌 매출 증가률이 2009년 40%, 2011년 13.7%, 2012년 3%, 2013년 6%이었다.

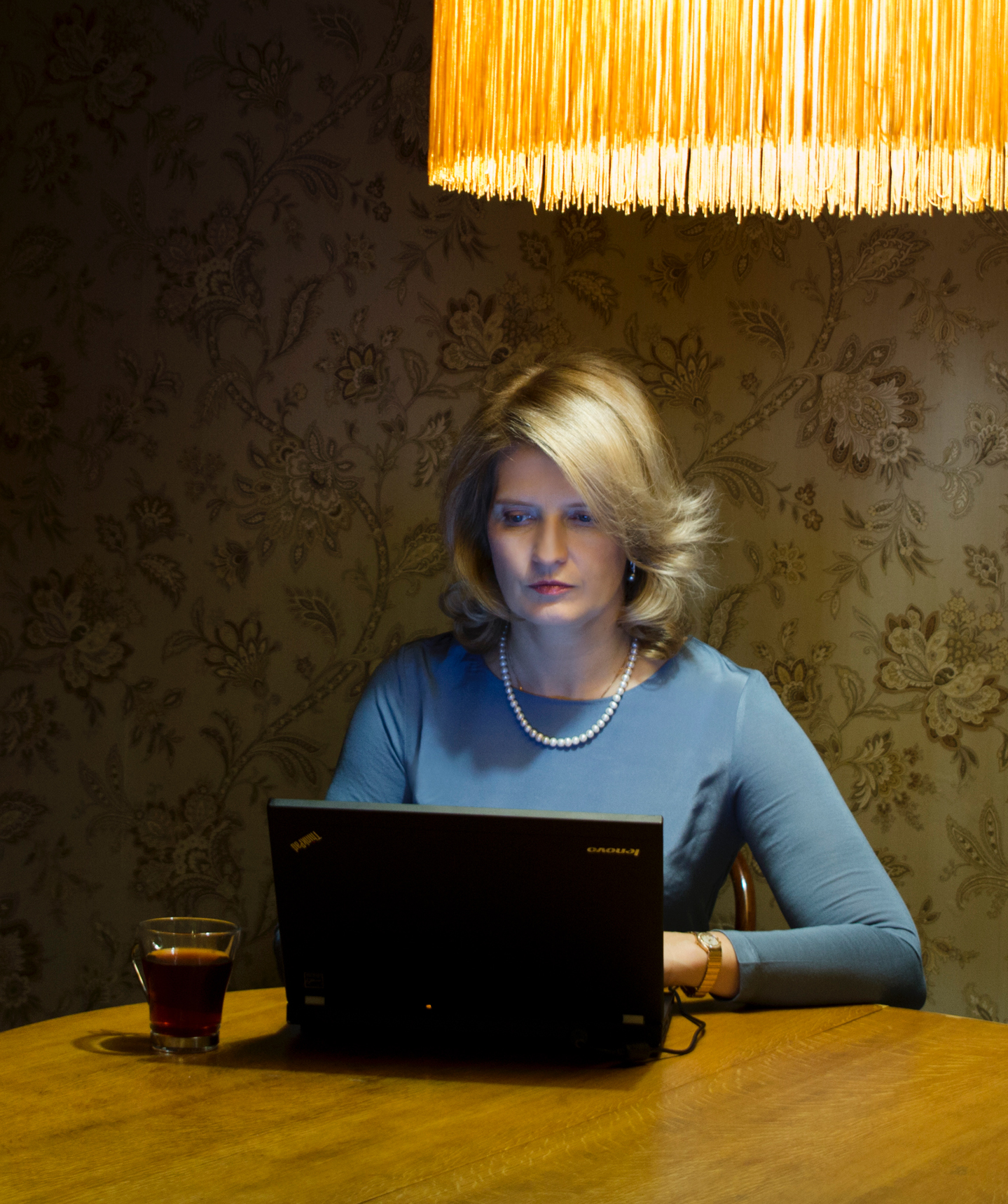
나탈리아 카스퍼스카야 (2016)

#### InfoWatch
'카스퍼스키 랩'이 '아시마노프 앤드 파트너즈'가 개발한 안티스팸 기술을 인수한 후 이 회사의 책임자 이고리 아시마노프는 카스퍼스키 랩사에게 데이터 유출을 방지하기 위해 안티스팸 엔진을 반대로 사용할 수 있는 아이디어를 제공했다. 2001년에서 2002년 사이에 '카스퍼스키 랩' 프로그래머들은 나중에 인포워치 트래픽 모니터 엔터프라이즈(InfoWatch Traffic Monitor Enterprise)로 알려진 것으로 기업 사용자를 내부 위협( DLP 시스템 )으로부터 보호하는 솔루션을 개발했다. 2013년 12월에는 새로운 소프트웨어를 개발하고 보급하기 위해 '인포워치'라는 자회사를 설립했다.
나탈리아 카스퍼스카야는 2007년 10월부터 '인포워치'의 CEO이자 대주주였으며, 회사 지분은 전남편과의 사업 분리 계약과 관련되어 있다. 나탈리아는 그녀와 이고리 아시마노프가 공동 소유한 '인포워치', '크리브룸' 및 '나노시멘틱스', 및 독일 안티바이러스 회사인 'G 데이터 소프트웨어' AG에 주요 투자를 했다.
'인포와치' 소프트웨어는 분사 당시 막연한 전망에 그쳐서 '카스퍼스키 랩'의 목에 걸린 알바트로스였다. '카스퍼스키 랩'과 달리 신설 회사의 기술 솔루션과 제품 라인은 처음에는 중소기업과 소매업체가 아닌 300개의 워크스테이션부터 시작하여 대기업을 대상으로 했다.
이를 위해서는 근본적으로 다른 기술 세트와 접근 방식이 필요했으며 나탈리아의 종전의 관리 경험은 특별히 관련이 없는 것으로 판명되었다. 그럼에도 불구하고 2012년 이전에 수익성이 없었던 인포워치사는 첫 수익을 기록했고 연평균 60~70%의 성장을 계속했다. '포브스'에 따르면 인포워치의 연간 수익은 2015년에 약 1,200만 달러에 도달했으며 2015년 봄에 러시아 일간지 '콤메르산트'가 조사한 독립적인 전문가 평가에 따르면 이 사업의 가치는 4,000만 ~ 5,000만 달러에 달했다.
현재 인포워치사는 기업을 내부 위협 또는 외부 표적 공격으로부터 보호한다는 두 가지 주요 비즈니스 영역에서 사업하는 회사 그룹으로, 러시아 기밀 데이터 보호 시장(DLP 시스템)의 거의 50%를 점유하고 있다. 오랜 고객 중에는 러시아 정부 기관과 '스베르방크', ' 비 라인'(Beeline) ; 루크오일', '타트네프트', '수르구트네프테가스', '수호이', '마그니토고르스크 제철 제강소' 등이 있다.  또한 인포워치사는 독일, 중동 및 동남아시아 시장을 적극적으로 개발하고 있다.
인포워치사의 현재 주주는 나탈리아 카스퍼스카야와 회사의 부사장인 루스템 하이레트디노프이다.

## 업적

### 개인 재산
포브스지에 따르면 나탈리아 카스퍼스카야는 2013년 3월에 약 2억 2천만 달러의 재산을 가지고 있다. 이 추정치는 2014년에 2억 3천만 달러, 2015년에는 2억 7천만 달러로 증가했다. 2015년 3월 러시아 뉴스 포털 'Lenta.ru'는 포브스지의 2014년 추정치에 동의했으며, 2015년 7월 독일 잡지 '데어 슈피겔'은 2억 700만 유로의 추정치를 발표했다. 마침내 같은 해 8월 여성 잡지 '코스모폴리탄'은 2억 7천만 달러의 추정치를 발표했다.
데어 슈피겔 지에 따르면 나탈리아 카스퍼스카야의 재산 대부분은 자산 매각에서 파생된 자금 형태이다. 카스퍼스키 자신에 대해서는 2015년 10월 '포브스'의 계산이 정확한지 묻는 질문에 자신의 회사는 비상장 회사이므로 자본화 수준을 밝힐 필요가 없다고 강조하면서도 "그럼에도 불구하고 사람들이 '인포워치'의 가치를 높이 평가하는 것을 보는 것은 좋은 일입니다"라고 덧붙였다.

### 평가 및 수상
- 상위 경영 평가 (IT 후보) - '콤메르산트'지 및 '러시아 경영자 협회' 선정: #3 (2009),[26] #2 (2010),[27] #4 (2011),[28] #1 (2013),[29] #1 (2014),[30] #4 (2015).[31]
- 러시아에서 가장 영향력 있는 100인의 여성 - '모스크바의 메아리' 라디오 선정: #66 (2012),[32], #74 (2013),[33] #81 (2014),[34], #62 (2015).[35]
- 러시아에서 가장 영향력 있는 50인의 여성 경영자 - '콤파니야'지 선정: #3 (2010),[36] #1 (2011),[37] #25 (2012),[38] #2 (2013),[39] #15 (2014),[40] #26 (2015).[41]

- 러시아의 가장 부유한 여성, '포브스 우먼'지 선정: #5 (2013),[2] #8 (2014),[42] #7 (2015).[43]

- ' 호라시스'(스위스)에서 2012년 올해의 러시아 비즈니스 리더 상 — 2013년[44]
- 《최고의 IT 기업가》지에 의한 2014년 중동 및 아프리카 여성 기술상 지명 - 2014년
- '노르딕 비즈니스 포럼'에서 북유럽 기업인 상위 20위 여성 - 1위로 등재(2015년).
- '베스트 인 러시아' 상에 의해서, 2016년 IT/텔레콤 부문 올해의 인물 수상 - 2017년 4월[45]

## 공익사업
나탈리아 카스퍼스카야는 러시아 산업가 및 기업가 연합 및 소프트웨어 개발자 협회의 '국내 소프트웨어'의 이사이다. 그녀는 또한 러시아 정보통신부 산하 전문가 러시아 소프트웨어 위원회, 스콜코보 재단의 보조금 위원회, 스콜코보 과학기술 연구원 (Skoltech)의 감독위원회의 이사이다. 나탈리아 카스퍼스카야는 러시아 기계 공학 연합의 회원이기도 하다.
2008년 4월부터 2012년 3월까지 나탈리아는 러시아-독일 상공 회의소 이사였다. 또한 2009년부터 2011년까지 그녀는 "2014-2020년 러시아 우선 과학기술 발전 분야에서의 연구 및 발명"으로 알려진 러시아 교육과학부의 연방 목표 프로그램 하에 정보 및 컴퓨터 기술에 대한 작업 그룹의 책임자였다.

## 개인 생활

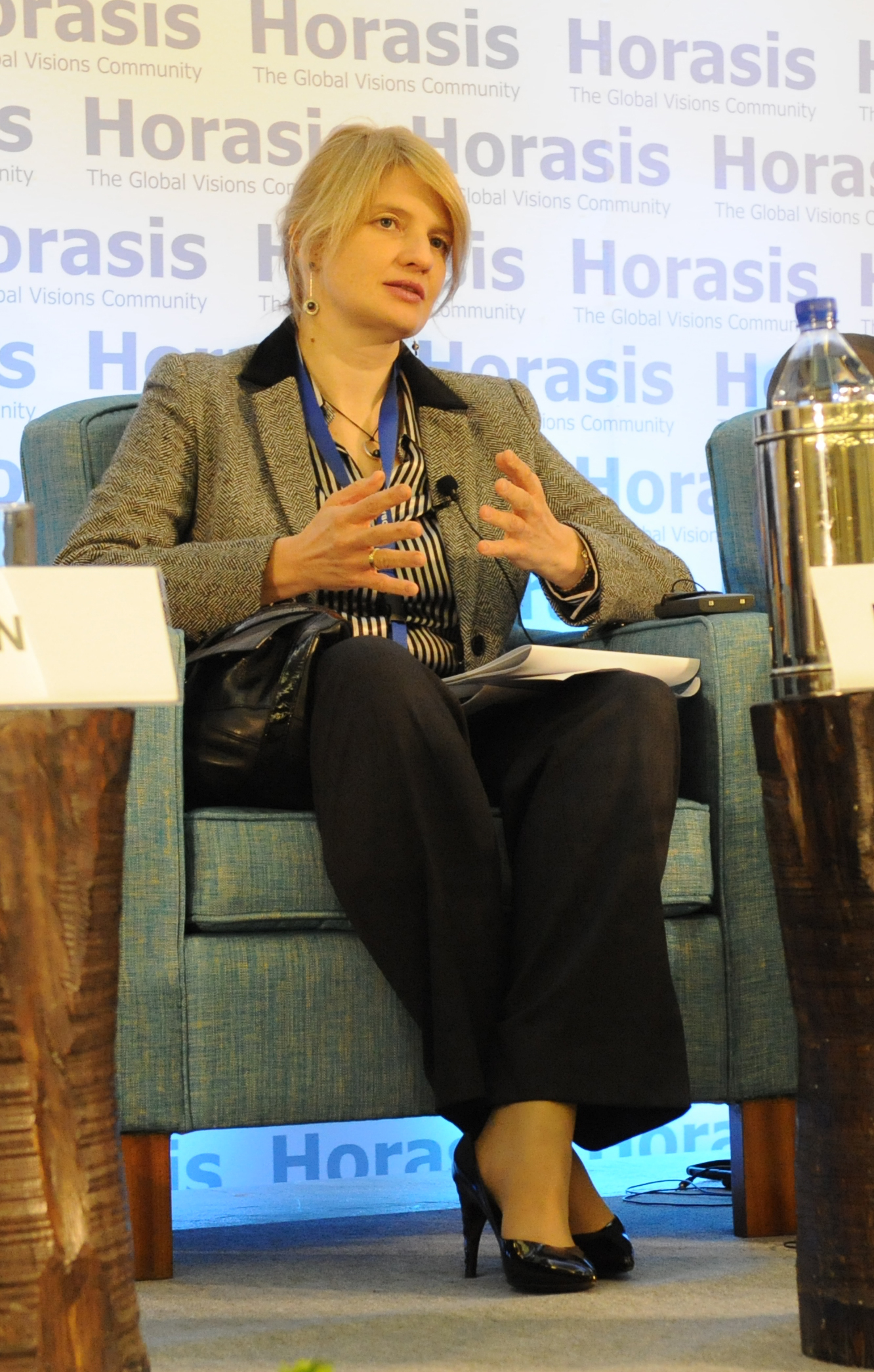
나탈리아 카스퍼스카야 (2011)

### 취미생활
나탈리아 카스퍼스카야는 학교에 다닐 때부터 사회 활동에 참여하는 것을 즐겼다. 그곳에서 그녀는 어린이 합창단에서 노래하고, 학교 공연과 콘서트에 참여하고, 심지어 개척자 선동가 팀을 이끌었던 것을 기억하고 있다. 또한 그녀는 자신의 학교 벽신문을 만들어 시를 썼고 농구, 스키, 수영과 같은 스포츠와 화폐상훈 역사학(phaleristics), 우표 및 소련 동전 수집에도 관심을 가졌다.
학생 시절 나탈리아는 모스크바 극장 생활에 매료되었는데 모스소베트 극장, 타간카 극장, 소브레멘니크 등과 같은 당시 주요 청소년 극장의 레퍼토리를 알고 있었고 때로는 인기 공연 티켓을 사기 위해 밤새 줄을 섰다. 또한 그녀는 기타와 시에 대한 열정이 있었고 종종 파티에서 노래를 부르고 기타를 연주했다.
나탈리아는 트레킹, 스키 타기, 친구 및 어린이와 함께 여행하기, 전문 문학 읽기에 대한 관심이 나중에 생겼고 그녀는 미국 비즈니스 컨설턴트인 짐 콜린스가 쓴 《좋은 기업을 넘어 위대한 기업으로》(Good to Great) 및 《Built to Last》를 가장 좋아하는 책으로 여기며 이책들이 그녀의 전망에 영향을 미쳤다라고 말하였다. 또한 그녀는 영어와 독일어도 유창하게 구사한다.
카스퍼스카야는 출산 휴가 동안 가족을 위해 요리를 해야 했지만 요리에는 거의 관심이 없다고 자인한다. 마찬가지로 그녀는 패션과 의류 브랜드에 특별한 관심이 없으며 쇼핑에 많은 시간을 낭비하지 않고 자신의 스타일에 맞는 옷을 구입한다. 또한 나탈리아는 이러한 옷이 실제로 어떻게 생산되는지 알고 있기 때문에 디자이너 브랜드의 팬도 아니다.
나탈리아는 가제트와 소셜 네트워크가 감시를 강화할 수 있는 기능을 제공한다는 것을 이해하기 때문에 다소 부정적으로 인식한다. 그녀는 업무용 소니 엑스페리아 전화를 정기적으로 사용해야 하지만 일반적으로는 PR 팀이 소셜 네트워크 존재를 관리하도록 허용하고 이러한 미디어는 매우 드물게만 사용한다.

### 가족
나탈리아는 스무 살이던 1987년 1월에 헬스 리조트에서 첫 남편인 유진 카스퍼스키를 만나 6개월 후에 결혼했다. 1989년, 연구소에서 5년차에 나탈리아는 첫 아들 맥심을 낳았고, 1991년에는 둘째 아들 이반을 낳았다. 이 부부는 1997년에 별거하여 1998년에 이혼했다. 그러나 그들의 공동 사업과 급속한 성장으로 인해 직원들의 사기를 꺾고 시장을 공황 상태에 빠뜨리지 않기 위해 이혼을 몇 년 동안 은폐해야 했다.
나탈리아는 1996년 하노버에서 열린 세빗 컴퓨터 엑스포에서 두 번째 남편인 이고리 아시마노프를 만났다. 1년 후, 나탈리아와 이고리는 친분을 새롭게 했고 전문적으로 서로 정기적으로 의사소통을 시작했다. 나탈리아 카스퍼스카야는 유진과 이혼한 후 2~3년 후에 데이트를 시작하고 2001년에 결혼하기로 결정하였다고 기억하고 있다.
2005년에 이고리와 나탈리아는 딸 알렉산드라를 낳았고, 2009년에는 둘째 딸 마리아, 2012년에는 셋째 딸 바바라를 낳았다. 첫 번째 결혼에서 얻은 아들은 모두 로모노소프 모스크바 국립 대학교에서 공부했으며 맥심은 지리 학부를 졸업하고 이반은 전산 수학 및 사이버네틱스 학부를 졸업했다.

2011년 4월 나탈리아의 20세 아들 이반은 출근길에 모스크바의 스트로기노 지역에서 납치되었고, 가해자들은 그를 모스크바 주 (교외)의 세르기에보-포사드스키 하위 지역에 있는 마을 중 한 곳에서 납치하여 € 3 백만의 몸값을 그의 부모에게 요구하였다. 그러나 5일 후 이반은 러시아 정보국의 조치 덕분에 풀려났고, 상습범 2명을 포함한 납치범 5명은 4.5년에서 11년에 이르는 징역형을 선고받았다.